# حشره‌خوار مشکین اوگاندایی
 حشره‌خوار مشکین اوگاندایی (نام علمی: Crocidura mutesae) نام یک گونه از سرده حشره‌خوارهای دندان‌سفید است.